# 1339 Désagneauxa
1339 Désagneauxa è un asteroide della fascia principale del diametro medio di circa 22,96 km. Scoperto nel 1934, presenta un'orbita caratterizzata da un semiasse maggiore pari a 3,0195778 UA e da un'eccentricità di 0,0560398, inclinata di 8,68902° rispetto all'eclittica.
Prende il nome dal cognato dello scopritore.